# 倭树鼩
倭树鼩（学名：Tupaia minor）是树鼩属的一个种。它原产于泰国、马来西亚和印度尼西亚。该物种属的学名源自马来语单词tupai，意思是松鼠或类似松鼠的小动物。

## 分布
倭树鼩分布于泰国、马来半岛、苏门答腊、林加群岛（印尼）、婆罗洲、劳特岛（印度尼西亚）以及邦耳岛和巴兰班岸岛（马来西亚）。根据《砂拉越博物馆、古晋、砂拉越的哺乳动物皮表目录》（Catalogue of Mammal Skins in Sarawak Museum, Kuching, Sarawak），从1891年到1991年共收集了30多只倭树鼩的标本。标本大多在朋里逊山、杜利特山，普俄山，加丁山、乌鲁峇南、沙里拔、古晋和森林研究捕获。
该物种没有化石记录。

## 特征
倭树鼩的上半身毛发呈浅色和深色带状，呈现出斑点状的橄榄棕色外观。上部呈棕褐色，通常向后部呈淡红色调。尾巴又长又细，它的上侧比身体更黑。四肢等长，有长爪。最大总长度约为450毫米，其中一半是尾巴。

## 行为、食性和繁殖
倭树鼩是昼行性动物。它经常被看到离地面3到8米，有时高达20米，沿着藤本植物或小树的树枝移动。它们大部分时间都在地面和低矮的灌木丛中度过，在树根和倒木中筑巢。倭树鼩以半蹠行姿势移动，使其重心靠近树。它手脚上的爪子非常锋利，弯曲度适中，有助于攀爬。
倭树鼩是杂食性动物；它的食物包括昆虫和水果。攀兽目动物几乎没有经济意义，因为它们对农作物或种植园几乎没有损害。然而，倭树鼩可能是几种榕属植物的种子传播者。
倭树鼩妊娠期为45至55天，每次能生一窝至三窝幼崽。它们的最长寿命约为9至10年。